# Жбевац
Жбевац је насеље у Србији у општини Бујановац у Пчињском округу. Према попису из 2022. било је 570 становника.

## Демографија
У насељу Жбевац живи 621 пунолетни становник, а просечна старост становништва износи 41,2 година (39,3 код мушкараца и 43,1 код жена). У насељу има 241 домаћинство, а просечан број чланова по домаћинству је 3,34.
Ово насеље је великим делом насељено Србима (према попису из 2002. године), а у последња три пописа, примећен је пад у броју становника.
|  |

| Демографија | Демографија | Демографија |
| Година      | Становника  | Становника  |
| ----------- | ----------- | ----------- |
| 1948.       | 1.306       |             |
| 1953.       | 1.318       |             |
| 1961.       | 1.261       |             |
| 1971.       | 1.084       |             |
| 1981.       | 874         |             |
| 1991.       | 830         | 827         |
| 2002.       | 804         | 807         |
| 2022.       | 570         |             |

| Етнички састав према попису из 2002.‍ | Етнички састав према попису из 2002.‍ | Етнички састав према попису из 2002.‍ | Етнички састав према попису из 2002.‍ | Етнички састав према попису из 2002.‍ |
| ------------------------------------ | ------------------------------------ | ------------------------------------ | ------------------------------------ | ------------------------------------ |
|                                      |                                      |                                      |                                      |                                      |
| Срби                                 | Срби                                 |                                      | 796                                  | 99,00%                               |
| Македонци                            | Македонци                            |                                      | 4                                    | 0,49%                                |
| непознато                            | непознато                            |                                      | 3                                    | 0,37%                                |

| Година пописа     | 1948. | 1953. | 1961. | 1971. | 1981. | 1991. | 2002. |
| ----------------- | ----- | ----- | ----- | ----- | ----- | ----- | ----- |
| Број домаћинстава | 198   | 205   | 220   | 238   | 224   | 230   | 241   |

| Број чланова      | 1  | 2  | 3  | 4  | 5  | 6  | 7 | 8 | 9 | 10 и више | Просек |
| ----------------- | -- | -- | -- | -- | -- | -- | - | - | - | --------- | ------ |
| Број домаћинстава | 46 | 50 | 37 | 39 | 31 | 31 | 6 | 1 | 0 | 0         | 3,34   |

| Пол    | Укупно | Неожењен/Неудата | Ожењен/Удата | Удовац/Удовица | Разведен/Разведена | Непознато |
| ------ | ------ | ---------------- | ------------ | -------------- | ------------------ | --------- |
| Мушки  | 332    | 89               | 217          | 25             | 1                  | 0         |
| Женски | 331    | 43               | 218          | 64             | 6                  | 0         |
| УКУПНО | 663    | 132              | 435          | 89             | 7                  | 0         |

| Пол    | Укупно                    | Пољопривреда, лов и шумарство | Рибарство                            | Вађење руде и камена | Прерађивачка индустрија       |
| ------ | ------------------------- | ----------------------------- | ------------------------------------ | -------------------- | ----------------------------- |
| Мушки  | 158                       | 11                            | 0                                    | 1                    | 72                            |
| Женски | 67                        | 17                            | 0                                    | 0                    | 34                            |
| УКУПНО | 225                       | 28                            | 0                                    | 1                    | 106                           |
| Пол    | Производња и снабдевање   | Грађевинарство                | Трговина                             | Хотели и ресторани   | Саобраћај, складиштење и везе |
| Мушки  | 1                         | 12                            | 9                                    | 3                    | 18                            |
| Женски | 0                         | 1                             | 2                                    | 2                    | 2                             |
| УКУПНО | 1                         | 13                            | 11                                   | 5                    | 20                            |
| Пол    | Финансијско посредовање   | Некретнине                    | Државна управа и одбрана             | Образовање           | Здравствени и социјални рад   |
| Мушки  | 1                         | 0                             | 8                                    | 2                    | 6                             |
| Женски | 0                         | 0                             | 0                                    | 2                    | 7                             |
| УКУПНО | 1                         | 0                             | 8                                    | 4                    | 13                            |
| Пол    | Остале услужне активности | Приватна домаћинства          | Екстериторијалне организације и тела | Непознато            | Непознато                     |
| Мушки  | 5                         | 0                             | 0                                    | 9                    | 9                             |
| Женски | 0                         | 0                             | 0                                    | 0                    | 0                             |
| УКУПНО | 5                         | 0                             | 0                                    | 9                    | 9                             |